# 3.ᵉʳ Ejército Panzer
El 3.er Ejército Panzer fue una unidad acorazada que formó parte del Heer durante la Segunda Guerra Mundial. 

## El Tercer Grupo Panzer
El Tercer Grupo Panzer (en alemán: Panzergruppe 3) fue formado el 16 de noviembre de 1940. Formaba parte del Grupo de Ejércitos Centro, participando en la operación Barbarroja y luchando en la batalla de Moscú a finales de 1941 e inicios de 1942. Posteriormente serviría en la operación Tifón, donde estaba bajo el control operativo del 9.º Ejército. El 1 de enero de 1942 pasó a denominarse 3.er Ejército Panzer.

## El Tercer Ejército Panzer

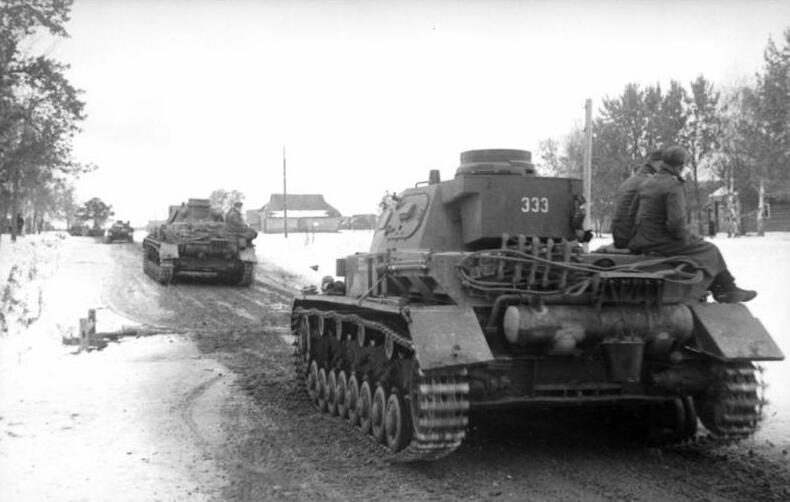
Los tanques alemanes en el invierno ruso.

El Tercer Ejército Panzer fue formado el 1 de enero de 1942 al redesignar el 3.er Grupo Panzer.
Durante la contraofensiva soviética, el 3.er Ejército Panzer luchó por salir del cerco, luchando posteriormente en Tekino, Duna y Vitebsk. En marzo de 1944 participó en la agrupación y deportación de civiles soviéticos en la zona de Borisov. Los civiles fueron deportados a Alemania para utilizarlos como trabajadores forzados. El Ejército se retiró posteriormente a Lituania y Curlandia, participando en la batalla de Memel de 1944.
En febrero de 1945 el 3.er Ejército Panzer era uno de los ejércitos que formaban el nuevo Grupo de Ejércitos Vístula. El 10 de marzo de 1945, el general Hasso von Manteuffel fue nombrado comandante del 3.er Ejército Panzer, siendo destinado a la defensa de la margen del Óder, al norte de las colinas de Seelow, bloqueando el acceso soviético a Pomerania Occidental y a Berlín. Tuvo que hacer frente al ataque soviético, lanzado por el 2.º Frente Bielorruso del mariscal Rokossovski durante la batalla de Berlín. El 25 de abril, los soviéticos rompieron la línea de defensa del Tercer Ejército Panzer en la zona de la cabeza de puente al sur de Stettin y cruzaron las marismas de Randow
Después de la derrota en Stettin, el Tercer Ejército Panzer tuvo que retirarse a la región de Mecklemburgo, donde el cuartel general, incluyendo a Manteuffel, se rindió a la 8.ª División de Infantería de EE. UU. en Hagenow el 3 de mayo de 1945.

## Comandantes
| N.º | Retrato | Comandante                                                | Desde                   | Hasta                |
| --- | ------- | --------------------------------------------------------- | ----------------------- | -------------------- |
| 1   |         | Generaloberst Hermann Hoth (1885-1971)                    | 16 de noviembre de 1940 | 5 de octubre de 1941 |
| 2   |         | Generaloberst Georg-Hans Reinhardt (1887-1963)            | 5 de octubre de 1941    | 15 de agosto de 1944 |
| 3   |         | Generaloberst Erhard Raus (1889-1956)                     | 16 de agosto de 1944    | 10 de marzo de 1945  |
| 4   |         | General der Panzertruppe Hasso von Manteuffel (1897-1978) | 11 de marzo de 1945     | 3 de mayo de 1945    |

## Orden de Batalla
Durante la Operación Barbarroja, el Grupo consistió en el XXXIX, LVII Cuerpo de Ejército Motorizado. 

## Unidades permanentes
- Hoh. Akro 313
- Korück 590
- Panzer-Armee-Nachschubführer 3
- Armee-Nachrichten-Regiment 3

### 19 de junio de 1941
- XXXXIX Cuerpo Motorizado
- LVII Cuerpo Motorizado
- V Cuerpo
- VI Cuerpo

### 22 de junio de 1941
- XXXIX Cuerpo Motorizado
  - 7.ª División Panzer
  - 20.ª División Panzer
  - 20.ª División de Infantería Motorizada
  - 14.ª División de Infantería Motorizada
- LVII Cuerpo Motorizado
  - 12.ª División Panzer
  - 19.ª División Panzer
  - 18.ª División de Infantería Motorizada
- V Cuerpo de Ejército
  - 5.ª División de Infantería
  - 35.ª División de Infantería
- VI Cuerpo de Ejército
  - 6.ª División de Infantería
  - 26.ª División de Infantería

### 1 de julio de 1941
- LXXXIX Cuerpo de Ejército
- LVII Cuerpo de Ejército

### 2 de octubre de 1941
- Comandante: Coronel General Hermann Hoth
- Jefe de Estado Mayor: Coronel Walther von Hünersdorff
- XXXXIX Cuerpo Motorizado bajo el General de Tropas Panzer Georg-Hans Reinhardt
  - 1.ª División Panzer, bajo el mando del teniente general Friedrich Kirchner
  - 36.ª División de Infantería Motorizada, bajo el mando del teniente general Otto Ottenbacher
- LVI Cuerpo Panzer, bajo el mando del General de Tropas Panzer Ferdinand Schaal
  - 6.ª División Panzer, bajo el mando del Mayor general Franz Landgraf
  - 7.ª División Panzer, bajo el mando del Mayor general Freiherr von Funck
  - 14.ª División de Infantería Motorizado, bajo el Mayor general Friedrich Fürst
- VI Cuerpo de Ejército, bajo el General de Ingenieros Otto-Wilhelm Förster
  - 6.ª División Infantería, bajo teniente general Helge Auleb
  - 26.ª División de Infantería, bajo el mando del Mayor general Walther Weiss
  - 110.ª División de Infantería, bajo el mando del teniente general Ernst Seifert
- XXXXI Cuerpo de Ejército

### 10 de marzo de 1942
- LIX Cuerpo

### 8 de octubre de 1942
- IX Cuerpo
- XX Cuerpo

### 1 de enero de 1943
- XXXXVI Cuerpo Panzer
- IX Cuerpo
- XX Cuerpo

### 5 de agosto de 1943
- XXXXIII Cuerpo
- LIX Cuerpo
- II Cuerpo de Aire de la Luftwaffe
- VI Cuerpo

### 3 de diciembre de 1943
- IX Cuerpo
- LIII Cuerpo
- VI Cuerpo
- 210.ª División de Infantería

### 15 de abril de 1944
- IX Cuerpo
- LIII Cuerpo
- VI Cuerpo
- 210.ª División de Infantería

### 26 de noviembre de 1944
- XXVIII Cuerpo
- XXXX Cuerpo Panzer
- IX Cuerpo
- XXVI Cuerpo
- 20.ª División Panzer
- 390.ª División de Infantería

### 12 de abril de 1945
- Cuerpo Swinemünde
- XXXII Cuerpo
- Cuerpo Oder
- XXXXVI Cuerpo Panzer
- III SS Cuerpo
- 11.º SS División Panzer Grenadier
- 23.º SS División Panzer Grenadier
- 28.º SS División Freiwilligen Grenadier
- 27.º SS División Freiwilligen Grenadier